# アクリノール
アクリノール(Acrinol)、化学名乳酸6,9-ジアミノ-2-エトキシアクリジン一水和物(2-Ethoxy-6,9-diaminoacridine monolactate monohydrate)は、分子式C15H15N3O･C3H6O3･H2Oで表される殺菌消毒薬の一つ。別名エトジン(Ethodin)、エタクリジン、乳酸エタクリジン。ヘクタリン，リマオン、リバノールの名称でも市販されている。分子量361.39。CAS登録番号は1837-57-6。融点235℃で無臭の黄色の結晶性粉末で、水、エタノールには可溶。水溶液は緑色の蛍光を発する。
アクリジン色素の殺菌作用の研究から1917年抗トリパノソーマ剤アクリフラビンの発見に次いで、その毒性を改良したアクリノールが1919年に発表された。

## 特性
アクリノールは、0.05～0.2％の水溶液が殺菌消毒薬として利用される。しばしば市販の絆創膏やガーゼに黄色い消毒薬が染みこんでいるものが見かけられるが、この消毒薬がアクリノールである。
生体組織に対する刺激性は極めて低く、血清、タンパク質の存在下においても殺菌力が保たれる。そのため、化膿局所に使用されることが多い。低濃度のものはうがい薬としても使用される。致死量はマウス、皮下で75 mg/kgである。

## 殺菌効果
グラム陽性菌、陰性菌いずれにも有効で、ウェルシュ菌、ブドウ球菌、淋菌、連鎖球菌に対し特に活性が高い。作用機序は、生体内でイオン化し、その陽イオン部分が細胞の呼吸酵素を阻害することにより殺菌する。